# Benjamin W. Dean
Benjamin W. Dean (* 1827 in Grafton, Vermont; † 6. Juli 1864 ebenda) war ein US-amerikanischer Anwalt und Politiker, der von 1857 bis 1861 Secretary of State von Vermont war.

## Leben
Dean wurde in Grafton, Vermont als Sohn von Peter W. Dean und Philinda Willey geboren. Sein Vater besaß dort eine Wollfabrik. Im Jahr 1848 schloss er das Dartmouth College ab. Danach besuchte er die New York State and National Law School in Ballston Spa, New York. Nachdem er die Zulassung zum Anwalt erhalten hatte, eröffnete er eine Anwaltskanzlei in Bellows Falls, Vermont, zog jedoch später zurück nach Grafton.
Als Mitglied der Vermonter Schwesterpartei der Republikanischen Partei war Dean von 1857 bis 1861 Secretary of State von Vermont. Benjamin Dean erstellte die Kartenversion von 1763 der ursprünglichen Hauseigentümer von Grafton und die zugehörige Grenzziehung. Seine Karte ist noch heute im Einsatz. Dean war Baptist und wurde im Alter von 11 Jahren in die Gemeinde von Grafton aufgenommen.
Benjamin W. Dean war mit Angie Dean (1823–1871) verheiratet. Das Paar hatte drei Töchter. Dean starb am 6. Juli 1864 in Grafton, sein Grab befindet sich auf dem Grafton Village Cemetery.